# Basil Nikitin
Basil Nikitin (* 1885 in Sostonovit, Russisches Kaiserreich; † 7. Juni 1960 in Frankreich) war ein russischer Orientalist und Kurdologe.
Basil Nikitin stammt aus einer Familie von Orientalisten. Daher hatte er schon früh großes Interesse am Orient. Seine ersten Reisen fanden zum Schwarzen Meer und Kaukasus statt. Nachdem er 1904 das Gymnasium abgeschlossen hatte, ging er nach Moskau, um dort am Lazarev-Institut Arabisch, Persisch und Türkisch zu lernen. 1908 bemühte sich Basil Nikitin um eine Stelle beim Außenministerium Russlands in Petersburg. Als Dolmetscher wurde er zum ersten Mal zur Botschaft in Afghanistan entsandt. Nach einem Jahr kehrte er nach Moskau zurück und heiratete die Französin H. Laure.
1911 wurde er ins russische Konsulat nach Rascht in Gilan versetzt. Nach 1915 wurde Basil Nikitin Konsul im persischen Aserbaidschan in Urmia. Er blieb dort von Mai 1915 bis April 1918. Während dieser Zeit, in dem der Erste Weltkrieg stattfand und das Osmanische Reich unterging, wurde Basil Nikitin Zeuge der Umwälzungen in der Region. Basil Nikitin lernte während dieser Zeit auch Kurdisch. Nach der Oktoberrevolution und des Sturz des Zarens, kehrte Basil Nikitin nicht nach Russland zurück, sondern emigrierte nach Frankreich. Von dort an zog er sich aus der Politik zurück und schrieb mehrere Werke. Viele davon handeln von Kurden aber auch anderen Völker des Nahen Ostens.
Basil Nikitin kannte sich gut mit der kurdischen Problematik und dem neu erwachten Nationalismus aus. Er unterteilte den kurdischen Nationalismus in drei Phasen:
1. Nicht oder schlecht organisierte und chaotische Aufstände, die kein bestimmtes Ziel hatten. Als Beispiel dafür nennt Basil Nikitin den Aufstand der Baban von 1806 und von Bedirxan Beg.
2. Der Beginn der Organisation und Ordnung der Aufstände. Diese Periode reichte von 1880 bis 1918. In diesem Zeitraum wurden die ersten kurdischen Parteien und Vereine gegründet.
3. Die Periode, als die Kurden auf die internationale politische Bühne drängten. Beispiele dafür sind der Vertrag von Sèvres 1920, die Mosul-Frage und Gründung des Azadi-Komitees.

## Werke (Auswahl)
- Quelques observations sur les Kurdes in Mercure de France
- Les Valis d’Ardalan in der Zeitschrift Revue de monde musulman
- Les Kurdes et le Christianisme in der Zeitschrift Revue de l’histoire des religions, Paris 1922
- La vie domestique Kurd in der Zeitschrift Revue d’ethnographie et des traditions populaires, Paris 1922
- The tale of Suto and Toto in der Zeitschrift Bulletin of School of Orient and Africa Studies, London 1923
- Kurdish Stories from my collection in der Zeitschrift Bulletin of School of Orient and Africa Studies, London 1926

| Personendaten    | Personendaten                        |
| ---------------- | ------------------------------------ |
| NAME             | Nikitin, Basil                       |
| KURZBESCHREIBUNG | russischer Orientalist und Politiker |
| GEBURTSDATUM     | 1885                                 |
| GEBURTSORT       | Sostonovit, Polen                    |
| STERBEDATUM      | 7. Juni 1960                         |
| STERBEORT        | Frankreich                           |